# Eilema bueana
Eilema bueana là một loài bướm đêm thuộc phân họ Arctiinae, họ Erebidae.